# Осада Келя
Осада Келя (фр. Siège de Kehl) — военная операция, проходившая во время войны Первой коалиции в эпоху французских революционных войн и продолжавшаяся с 26 октября 1796 года по 9 января 1797 года. Французский гарнизон генерала Дезе, осажденный в укреплениях в Келе (деревне на правом берегу Рейна на территории тогдашнего Баден-Дурлаха) силами союзников, состоявшими из австрийских и вюртембергских контингентов, численностью 40 000 человек, вынужден был капитулировать после двухмесячной обороны.
После длительной кампании 1796 года и наступления суровой зимы генерал Моро предложил эрцгерцогу Карлу перемирие, если Рейн будет принят в качестве границы, а два плацдарма, Кель и Гюнинген, останутся в руках французов, но это предложение было отклонено. Укрепления в Келе представляли собой важный плацдарм на пути через Рейн к Страсбургу, эльзасскому городу, оплоту французской революции. Кель и Гюнингенское предмостное укрепление позволяли части армии зимовать на левом берегу Рейна и тревожить Германию.
Эрцгерцог Карл, оставив у Гюнингена около 8 000, с армией в 42 батальона и 44 эскадронов подошёл к Келю с целью овладеть важной переправой. Эрцгерцог поручил фельдцейхмейстеру Максимилиан фон Латуру руководить осадой Келя. С 26 октября австрийцы начали постройку контрвалационной линии из отдельных редутов, соединённых траншеями. Эти линии охватили Кель в виде полуокружности. Но эрцгерцог мог блокировать только с одного берега Рейна и не мог отрезать Кель от Страсбурга и всей Франции.
Со своей стороны, и французы работали с таким же напряжением, чтобы возвести палисады, вооружить форт и выдвинутые выше и ниже по Рейну флеши, установить батареи по всему левому берегу, и прочно закрепились на всех островах, особенно на островах Эрлен-Рейн и Туффю. Эти укрепления охранялись 16 батальонами, сменяемыми через каждые 24 часа.
22 ноября на рассвете Дезе сделал вылазку из кельского укрепленного лагеря во главе 16000 человек пехоты и 3000 кавалерии. Он прорвал контрвалационные линии и овладел селением Зюнтгейм. Он был вынужден отойти в свои укрепления, разрушив несколько редутов контрвалационной линии, заклепав 15 пушек, шесть захватив с собой и взяв 1500 пленных.
28 ноября австрийцы сразу открыли огонь всеми своими батареями. Главную же атаку повели на равелин впереди острова Туффю и против острова Эрлен-Рейн. План противника состоял в разрушении мостов на Рейне. 6 декабря противник овладел островом Туффю и равелином. 

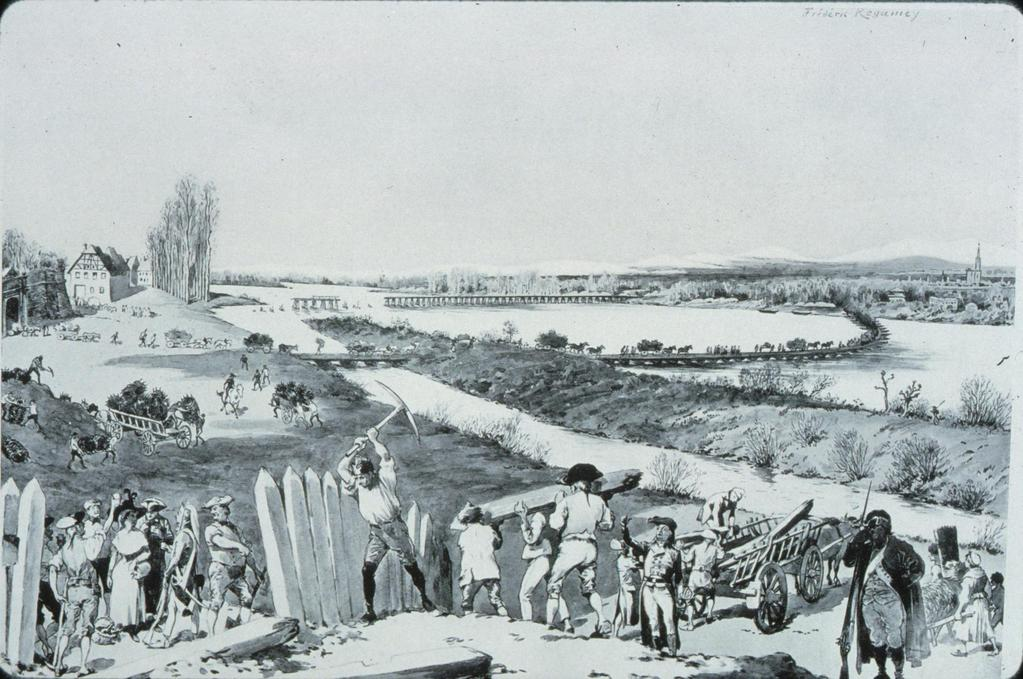
Страсбургцы помогают снести редут Кель 9 января 1797 года. Как только капитуляция произошла, французы забрали все, что могли перетащить, оставив австрийцам ничего, кроме груды обломков.

9 декабря австрийцы овладели всей внешней линией окопов и расположились в старой кельской церкви. 18-го они овладели правым флангом французских окопов и редутом Тру-де-Лу. С 20 декабря было несколько попыток разрушить мост с помощью кораблей и брандеров. Очень дождливая погода замедляла работы.
3 января австрийцы овладели всем островом Эрлен-Рейн, 6-го атаковали флешь, выше по Рейну, разрушив мосты. В ночь с 5-го на 6-е австрийцы атаковали вторую линию окопов лагеря и в результате упорного боя захватили их. После этого решающего дня австрийцы, хозяева укрепленного лагеря, окружили форт Кель, и несколько их батарей уже занимали анфиладные мосты с левым берегом Рейна.
Моро не хотел подвергать гарнизон штурму, который уже не имел никакого значения, и приказал эвакуировать Кель по соглашению с австрийцами, подписанному 9 января. 10 января после 16.00 французы очистили форт Кель и перешли на страсбургский берег.
Потери с той и другой сторон были очень значительны и расход боевых припасов громадный. Французская артиллерия имела превосходство вследствие огромного числа батарей, которые ею были построены на левом берегу. Заморозки в ноябре, декабре и январе причинили много страданий обеим армиям.